# Campionato sovietico di pallavolo maschile
Il campionato sovietico di pallavolo maschile fu il torneo pallavolistico di vertice dell'Unione Sovietica.
Fu organizzato dalla Sezione pallavolistica pansovietica dalla nascita fino al 1959 e, a seguire, dalla Federazione pallavolistica dell'URSS fino al 1991.
Le prime quattro edizioni, tenutesi tra il 1933 e il 1936, furono disputate da rappresentative cittadine, mentre a partire dal 1938 parteciparono squadre di club. Dal 1941 al 1944 e poi ancora nel 1964 il campionato non si tenne, mentre nel 1956, 1959, 1963 e 1967 fu sostituito dal torneo di pallavolo delle Spartachiadi, cui prendevano parte rappresentative delle Repubbliche dell'URSS.
Nella stagione 1991-92 si tenne come campionato della Comunità degli Stati Indipendenti.

## Albo d'oro
| Anno    | Campione             | Secondo posto           | Terzo posto             |
| ------- | -------------------- | ----------------------- | ----------------------- |
| 1933    | Mosca                | Dnepropetrovsk          | Charkiv                 |
| 1934    | Mosca                | Charkiv                 | Dnepropetrovsk          |
| 1935    | Mosca                | Leningrado              | Baku                    |
| 1936    | Mosca                | Leningrado              | Charkiv                 |
| 1938    | Spartak Leningrado   | Nauka Tbilisi           | Spartak Mosca           |
| 1939    | Spartak Leningrado   | Spartak Mosca           | Rot-Front Mosca         |
| 1940    | Spartak Mosca        | Spartak Leningrado      | Nauka Tbilisi           |
| 1945    | Dinamo Mosca         | Lokomotiv Mosca         | DKA Leningrado          |
| 1946    | Dinamo Mosca         | VIIJAKA                 | Dom Oficerov Leningrado |
| 1947    | Dinamo Mosca         | Dom Oficerov Leningrado | CDKA                    |
| 1948    | Dinamo Mosca         | Dom Oficerov Leningrado | CDKA                    |
| 1949    | CDKA                 | Dom Oficerov Leningrado | Dinamo Mosca            |
| 1950    | CDKA                 | Dinamo Mosca            | Dom Oficerov Leningrado |
| 1951    | Dinamo Mosca         | Spartak Kiev            | Lokomotiv Mosca         |
| 1952    | VVS MVO              | Dinamo Mosca            | Spartak Kiev            |
| 1953    | CDSA                 | Dinamo Mosca            | Spartak Kiev            |
| 1954    | CDSA                 | MAI Mosca               | Nauka Odessa            |
| 1955    | CSK MO               | Burevestnik Sverdlovsk  | Burevestnik Odessa      |
| 1956    | RSS Ucraina          | Mosca                   | Leningrado              |
| 1957    | Spartak Leningrado   | CSK MO                  | Burevestnik Odessa      |
| 1958    | CSK MO               | Dinamo Mosca            | Spartak Leningrado      |
| 1959    | Leningrado           | Mosca                   | RSS Azera               |
| 1960    | CSKA Mosca           | SKIF Riga               | MAI Mosca               |
| 1961    | CSKA Mosca           | Burevestnik Odessa      | Burevestnik Mosca       |
| 1961-62 | CSKA Mosca           | Radiotechnik            | Burevestnik Mosca       |
| 1963    | Mosca                | Template:RSFS Russa     | RSS Georgiana           |
| 1965    | CSKA Mosca           | Radiotechnik            | Dinamo Mosca            |
| 1966    | CSKA Mosca           | Radiotechnik            | Lokomotyv Kiev          |
| 1967    | RSS Ucraina          | Mosca                   | RSS Kazaka              |
| 1968    | Kalev Tallinn        | Burevestnik Alma-Ata    | Radiotechnik            |
| 1968-69 | Burevestnik Alma-Ata | Lokomotyv Kiev          | Radiotechnik            |
| 1969-70 | CSKA Mosca           | Burevestnik Alma-Ata    | SKA Rostov-na-Donu      |
| 1971    | CSKA Mosca           | SKA Rostov-na-Donu      | Burevestnik Alma-Ata    |
| 1972    | CSKA Mosca           | Zvezda Vorošilovgrad    | Avtomobilist            |
| 1973    | CSKA Mosca           | Radiotechnik            | Avtomobilist            |
| 1974    | CSKA Mosca           | Radiotechnik            | Avtomobilist            |
| 1975    | CSKA Mosca           | Radiotechnik            | Avtomobilist            |
| 1976    | CSKA Mosca           | Avtomobilist            | Zvezda Vorošilovgrad    |
| 1977    | CSKA Mosca           | Avtomobilist            | MVTU Mosca              |
| 1978    | CSKA Mosca           | Avtomobilist            | Lokomotyv Charkiv       |
| 1978-79 | CSKA Mosca           | Avtomobilist            | Zvezda Vorošilovgrad    |
| 1979-80 | CSKA Mosca           | Avtomobilist            | Dinamo Moskovskaja      |
| 1980-81 | CSKA Mosca           | Avtomobilist            | Lokomotyv Kiev          |
| 1982    | CSKA Mosca           | Avtomobilist            | Radiotechnik            |
| 1982-83 | CSKA Mosca           | Radiotechnik            | Dinamo Moskovskaja      |
| 1983-84 | Radiotechnik         | Dinamo Moskovskaja      | CSKA Mosca              |
| 1984-85 | CSKA Mosca           | Dinamo Moskovskaja      | Avtomobilist            |
| 1985-86 | CSKA Mosca           | Radiotechnik            | Dinamo Moskovskaja      |
| 1986-87 | CSKA Mosca           | Radiotechnik            | Avtomobilist            |
| 1987-88 | CSKA Mosca           | Dinamo Moskovskaja      | Avtomobilist            |
| 1988-89 | CSKA Mosca           | Dinamo Moskovskaja      | Avtomobilist            |
| 1989-90 | CSKA Mosca           | Avtomobilist            | Radiotechnik            |
| 1990-91 | CSKA Mosca           | Šachtar                 | Radiotechnik            |
| 1991-92 | Šachtar              | Iskra Odincovo          | MGTU Mosca              |